# Баженовська сільська рада
Баже́новська сільська рада (рос. Баженовский сельский совет) — муніципальне утворення у складі Белебеївського району Башкортостану, Росія. Адміністративний центр — село Баженово.

## Населення
Населення — 1076 осіб (2019, 1317 в 2010, 1375 в 2002).

## Склад
До складу поселення входять такі населені пункти:
| Населений пункт          | Населення, осіб (2002) | Населення, осіб (2010) |
| ------------------------ | ---------------------- | ---------------------- |
| Баженово, село           | 1191                   | 1120                   |
| Єкатериновка, присілок   | 117                    | 122                    |
| Мартиново, присілок      | 35                     | 21                     |
| Новоніколаєвка, присілок | 32                     | 54                     |